# Apo Lazaridès
Jean-Apôtre „Apo” Lazaridès (ur. 16 października 1925 w Marles-les-Mines, zm. 30 października 1998 w Nicei) – francuski kolarz szosowy, srebrny medalista mistrzostw świata.

## Kariera
Największy sukces w karierze Apo Lazaridès osiągnął w 1948 roku, kiedy zdobył srebrny medal w wyścigu ze startu wspólnego podczas szosowych mistrzostw świata w Valkenburgu. W zawodach tych wyprzedził go jedynie Belg Briek Schotte, a trzecie miejsce zajął kolejny Francuz, Lucien Teisseire. Ponadto w 1946 roku wygrał Monako-Paryż, w 1948 roku był drugi w Critérium des As, rok później wygrał Trophée des Grimpeurs, a w 1905 roku był drugi w Critérium du Dauphiné. Kilkakrotnie startował w Tour de France, najlepszy wynik osiągając w 1949 roku, kiedy był dziewiąty. Rok później wystartował w Giro d’Italia, zajmując ostatecznie 34. miejsce w klasyfikacji generalnej. Nigdy nie wystąpił na igrzyskach olimpijskich. W 1955 roku zakończył karierę.